# Bisdom Sør-Hålogaland

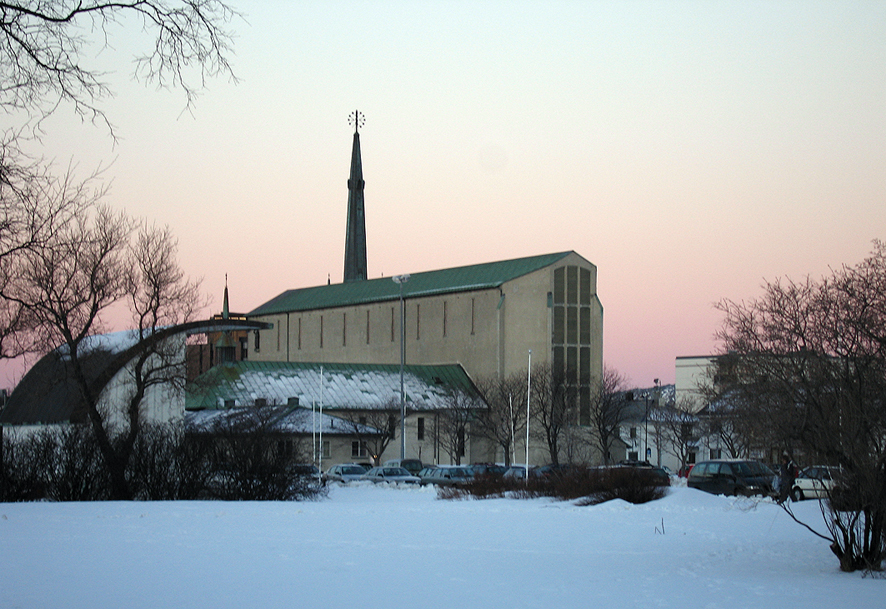
Domkerk van Bodø

Het bisdom Sør-Hålogaland (Noors:Sør-Hålogaland bispedømme) is een bisdom in de Kerk van Noorwegen. Het bisdom ontstond in 1952 toen het voormalige bisdom Hålogaland werd gesplitst in een zuidelijk en een noordelijk bisdom. Het nieuwe zuidelijke bisdom omvat het grondgebied van fylke Nordland. De kathedraal van het bisdom is de Domkerk van Bodø.
Het bisdom is verdeeld in negen prosti. De bisschopszetel wordt sinds 2016 bezet door Ann-Helen Fjeldstad Jusnes.